# Edwin Teixeira de Mattos
Edwin Teixeira de Mattos, född den 28 januari 1898 i Amsterdam, död den 15 januari 1976 i Haag, var en nederländsk bobåkare. Han deltog vid olympiska vinterspelen 1928 i Sankt Moritz och placerade sig på 12:e plats.

## Fotnoter
1. 1 2  Leo van de Pas, Genealogics, 2003, genealogics.org person-ID: I00243721, läs online och läs online.[källa från Wikidata]
2. 1 2 3  Online Begraafplaatsen, Online Begraafplaatsen person-ID: 2030684, läst: 21 september 2021.[källa från Wikidata]